# Riopa opisthorhodum
Riopa opisthorhodum är en ödleart som beskrevs av  Werner 1910. Riopa opisthorhodum ingår i släktet Riopa och familjen skinkar. Inga underarter finns listade i Catalogue of Life.